# Partits polítics de Geòrgia
Llista d'alguns partits polítics de Geòrgia:

## Partits de Geòrgia
- Societat de Sant Ília el Recte
- Partit Nacional Radical
- Unió de Georgians Tradicionalistes (1942-1945 i després de 1992) (Sakartvelos Traditsionalisttha Kavshiri)
- Associació de Propietaris d'apartaments
- Partit Georgià Conservador (monàrquic)
- Partit Republicà Federal
- Partit Cristià Conservador
- Unió Cristianodemòcrata de Sakartvelo
- Partit Cristianodemòcrata de Geòrgia
- Partit Nacionalista Georgià
- Unió del Blanc Jordi
- Organització Política dels Treballadors Georgians
- Organització Mkhedrioni de Geòrgia
- Lliga Política dels Muntanyesos Georgians
- Organització Patriòtica Escut
- Partit Liberal Conservador
- Partit Nacional Democràtic (Erovnul Demokratiuli Partia)
- Partit Democràtic
- Organització Imedi
- Societat Rustaveli
- Societat M. Kostava
- Partit Laborista Georgià
- Kmara
- Demòcrates Units
- Unió de Ciutadans de Geòrgia
- Unió de Fills de Deu
- Partit Agrari de Geòrgia
- Unió Agrària de Geòrgia
- Societat Ília Shavshavadze
- Partit Popular de l'Amistat i la Justícia
- Partit Republicà Unit de Geòrgia
- Partit de l'Estat Legal
- Societat Eleccions
- Partit Samshoblo
- Moviment Polític de Geòrgia Pàtria, Llengua i Fe
- Partit Comunista Stalin
- Moviment de Ciutadans Georgians Sitsotskhlisatvis
- Moviment Polític Sakartvelos Momavali
- Partit de la Integritat Nacional i la Igualtat Social
- Organització Política Mamuli
- Unió de Ciutadans de Geòrgia
- Nova Geòrgia
- Partit Comunista de Geòrgia
- Partit Progressista de Geòrgia
- Organització Política de Ciutadans "Dones de Geòrgia per Eleccions"
- Lliga de Progrés Econòmic i Social de Geòrgia - Partit Burgés Democràtic
- Societat Merab Kostava
- Partit Socialista de Geòrgia
- Unió de Clans Georgians
- Partit Nacional de la Independència de Geòrgia
- Nacional Das
- Unió pel Renaixement de la Família de Geòrgia
- Partit de la Llibertat de Geòrgia
- Fons pels Drets Humans, Protecció, Presoners i Seguretat Social de Geòrgia
- Partit dels Ciutadans per la Protecció Social
- Partit Liberal Democràtic
- Organització Política "Sindicats per Eleccions"
- Samshoblos Pari (Partit d'Estat - Integritat Nacional de Geòrgia)
- Unió Política Tanadgoma
- Unió per la Protecció de les Dones
- Partit de la Pau i la Llibertat de Geòrgia
- Lliga Georgiana d'Intel·lectuals
- Democratiuli Sakartvelo (Geòrgia Democràtica)
- Unió de Justícia Social de Geòrgia
- Organització Política Georgiana Lemi
- Moviment de la Llibertat (Tavisupleba)
- Aliança Nacional Democràtica (Erovnul Demokratiuli Aliansi)
- Jumber Patiashvili - Unitat
- Unitat (Ertoba)
- Partit Verd de Geòrgia
- Partit Nacional Democràtic - Tradicionalistes
- Front Popular de Geòrgia
- Partit Socialdemòcrata de Geòrgia
- Partit Comunista Unit de Geòrgia

## Partits d'Osètia del Sud
- Adamon Nikhas (Front Nacional d'Osètia del Sud)

## Partits d'Abkhàzia
- Confederació de Pobles del Caucas
- Abkhazeti Chemi Sakhlia (Abkhàzia la meva llar)

## Partits d'Adjària
- Unió pel Renaixement de Geòrgia

## Blocs electorals
- Bloc Progrés
  - Unió Democràtica de Geòrgia
  - Unió de Joves Demòcrates "La Nostra Tria"
- Sakartvelos Mesakutreebi (Propietaris Georgians)
- Bloc Tbilisi
- Unió del Partit Comunista de Geòrgia i els Socialdemòcrates
  - Partit Comunista Unit de Geòrgia
  - Partit Socialdemòcrata de Geòrgia
- Renaixement Econòmic Kvitlebi (grocs)
  - Partit Constitucional Democràtic
  - Partit Progressista Democràtic
- Unió de Georgians Reformistes - Acord Nacional
  - Unió Política de Ciutadans - Unió de Georgians Reformistes
  - Unió d'Esportistes Georgians
  - Unió Política de Ciutadans Kolkheti
- Segle XXI - Societat Constantí Gamsakhurdia - Geòrgia Unida
  - Moviment Polític Nacional Sakartvelos Guli (Cor de Geòrgia)
  - Societat Constantí Gamsakhurdia
- Zviadis Gza - Khma Erisa (Camí de Zviadi - Veu de la Nació)
  - Unió per la Restauració de la Justícia Khma Erisa
  - Partit de Renovació de Geòrgia
- Demòcrata Cristians - Tria Europea
  - Partit Popular de Geòrgia
  - Unió Demòcrata Cristiana de Geòrgia
- Moviment Nacional - Demòcrates (Natsionaluri Modzraoba – Demokratebi)
- Oposició de Dreta (Memarjvene Opozicia) 
  - Nova Dreta (Akhali Memarjveneebi)
  - La indústria salvarà Geòrgia (Mretsveloba Gadaarchens Sakartvelos)
  - Via Georgiana